# Eric van der Luer
Alphons Maria Eric Patrick van der Luer, dit Eric van der Luer, est un footballeur néerlandais né le 16 août 1965 à Maastricht. Il évoluait au poste de milieu de terrain.

## Carrière
- 1982-1987 : MVV Maastricht ( Pays-Bas)
- 1987-1988 : FC Assent ( Belgique)
- 1988-2002 : Roda JC ( Pays-Bas)
- 2002-2004 : Alemannia Aix-la-Chapelle ( Allemagne)[1]

## Palmarès
- Vainqueur de la Coupe des Pays-Bas en 1997 et 2000 avec le Roda JC